# Havdalá

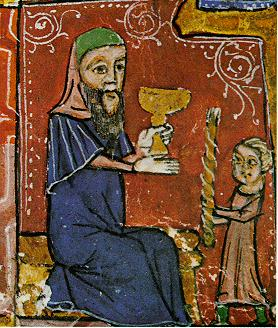
Observando o ritual de Havdalá, na Espanha do século XIV

Havdalá (do hebraico הַבְדָּלָה, separação)  é uma cerimônia religiosa judaica que marca o final do Shabat e dos dias sagrados, iniciando uma nova semana. O Shabat termina na noite de sábado assim que três estrelas estejam visíveis no céu a olho nu. O ritual envolve a iluminação de uma vela especial havdalah com várias mechas, abençoando uma taça de vinho e cheirando especiarias doces.

## Significado

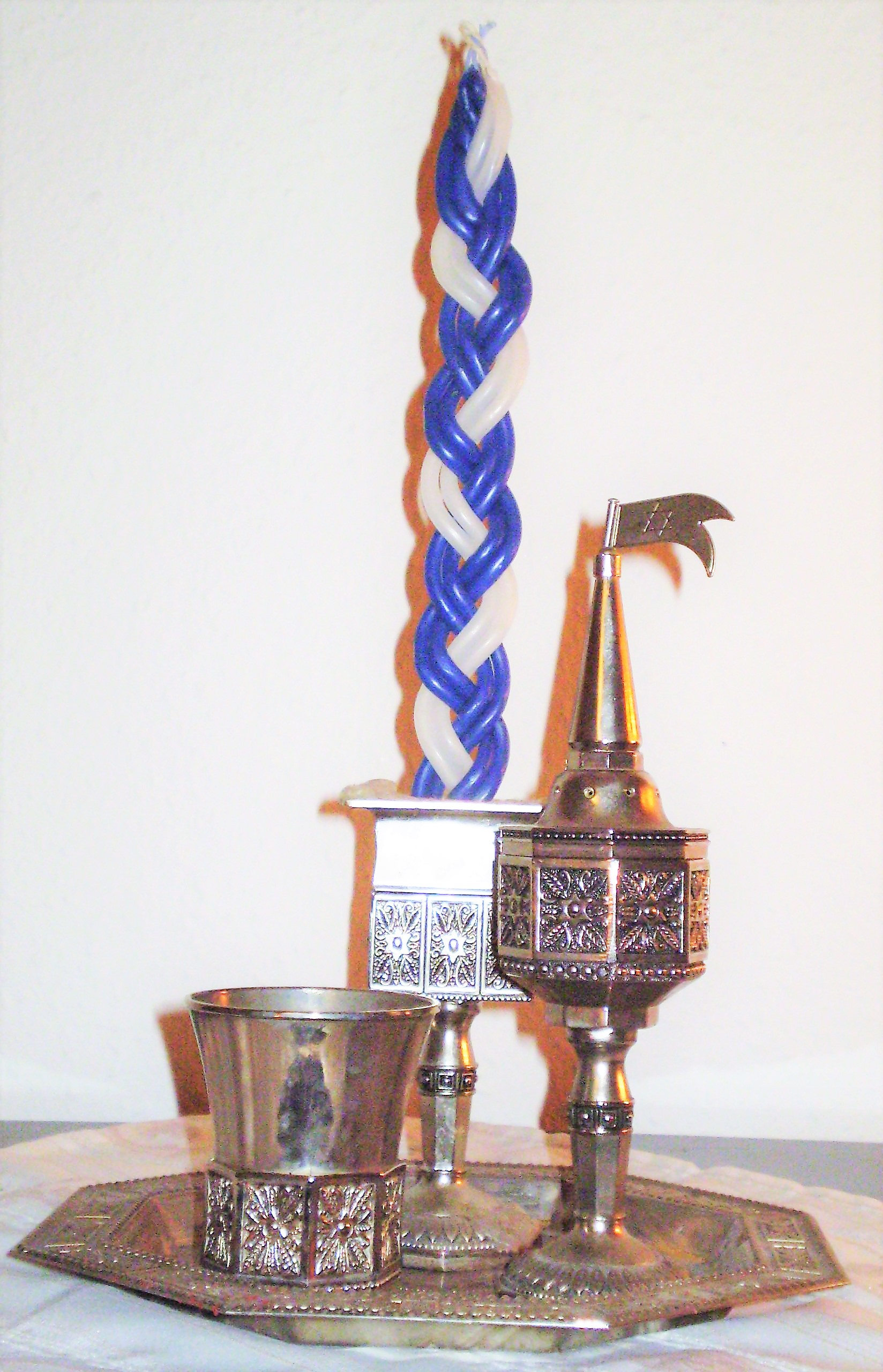
Vela de Havdalah, copo de kidush e caixa de especiarias

A Havdalá destina-se a exigir que uma pessoa use todos os cinco sentidos - provar o vinho, cheirar as especiarias, ver a chama da vela e sentir seu calor, e ouvir as bênçãos.
Após um Shabat normal, a ordem das orações corresponde ao acróstico יבנ"ה "Yavneh", com as iniciais Yayin (vinho), Besamim (especiarias), Ner (vela), e Havdalah (a oração Havdalá). A ordem dos elementos quando o Havdala é combinado com Kidush (por exemplo, em uma noite de sábado que é 'Yom Tov' (i.e., literalmente, 'Dia bom', plural 'Yamim Tovim', um festival, especialmente o da Páscoa, Shabuoth, Sukkoth ou Rosh Hashana) é conhecida pelo acróstico Yaknhaz. Estas são as letras iniciais de Yayin (vinho), Kiddush HaYom (abençoando o dia), Ner (vela), Havdala (a bênção de Havdala) e Zman (tempo, i.e. shehechiyanu).